# Philippines kiện Trung Quốc về Tranh chấp chủ quyền Biển Đông

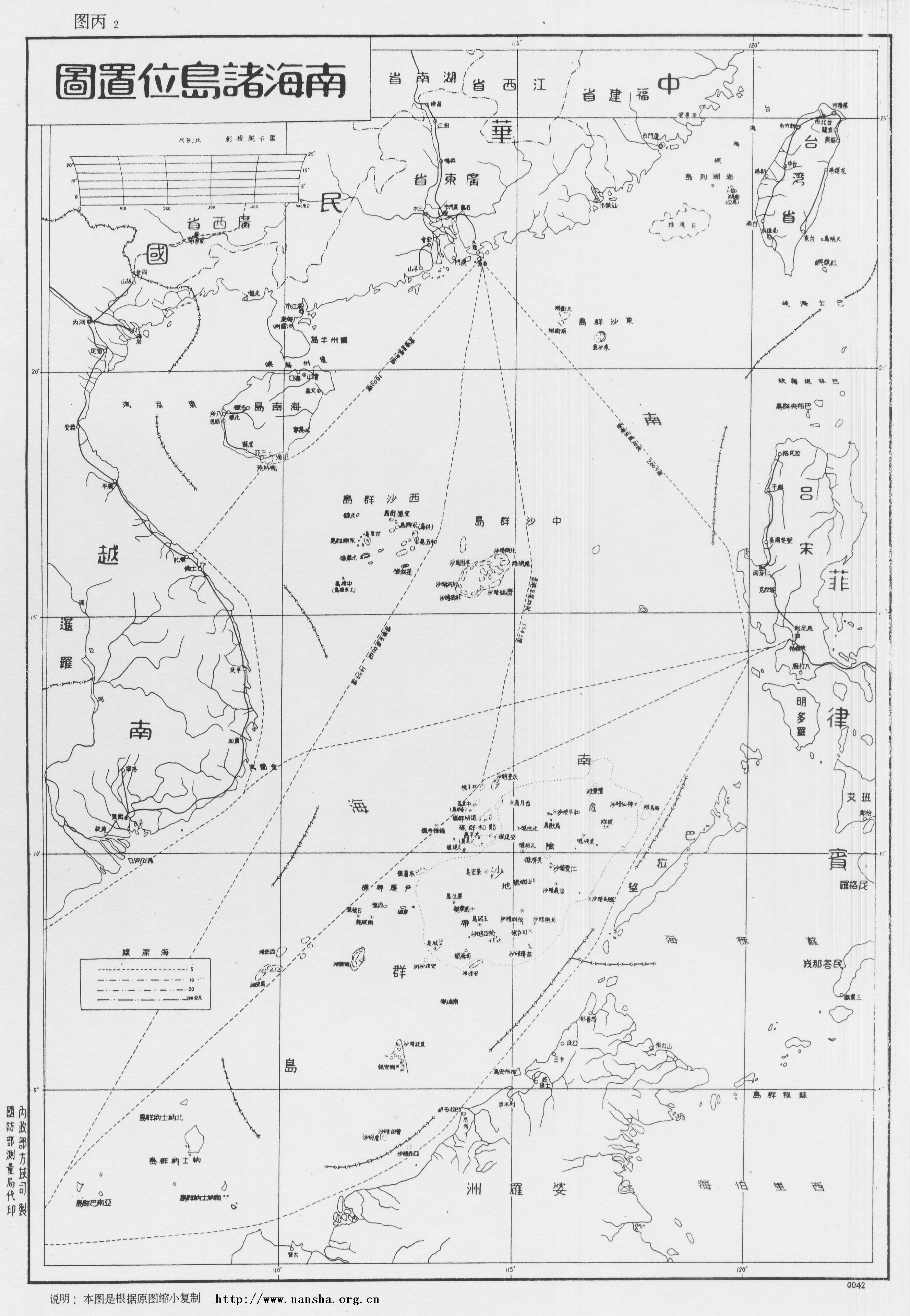
Trung quốc đơn phương tuyên bố chủ quyền Đường lưỡi bò đối với Biển Đông

Vụ Philippines kiện Trung Quốc về vấn đề Biển Đông là việc Philippines đệ đơn vào ngày 22 tháng 1 năm 2013 để khởi kiện Trung Quốc theo Phụ lục VII, Công ước Liên Hợp Quốc về Luật biển (UNCLOS) về một số tranh chấp giữa hai nước liên quan việc giải thích và áp dụng UNCLOS ở Biển Đông. Tòa Trọng tài thường trực (PCA) được lựa chọn làm cơ quan thư ký của vụ kiện. Vào ngày 29 tháng 10 năm 2015, Tòa Trọng tài ad hoc thành lập hợp pháp theo Phụ lục VII đã ra phán quyết sơ bộ, tuyên bố có thẩm quyền thụ lý, xét xử vụ kiện này, bất chấp việc Trung Quốc từ chối tham gia vào quá trình xét xử.
Phán quyết cuối cùng của Tòa Trọng tài được công bố vào ngày 12 tháng 7 năm 2016, trong đó nhất trí tuyên bố Trung Quốc không có "các quyền lịch sử" dựa trên cái gọi là bản đồ "đường chín đoạn". Ngoài ra, Tòa bác bỏ khả năng Trung Quốc được yêu sách vùng biển từ các đảo nhân tạo mà nước này đã xây dựng trái phép ở Trường Sa, đồng thời xác định Trung Quốc đã gây tổn hại nghiêm trọng đến môi trường biển, mở rộng và làm phức tạp thêm tranh chấp.

## Các bên trong vụ kiện

Các tuyên bố chủ quyền biển ở Biển Đông.

### Lập trường Philippines
Philippines lập luận rằng yêu sách "đường chín đoạn" của Trung Quốc không có giá trị pháp lý bởi vì nó vi phạm quy định của UNCLOS về Vùng đặc quyền kinh tế và thềm lục địa. Họ cho rằng, bởi vì hầu hết các đảo ở Biển Đông, bao gồm các đảo thuộc Quần đảo Trường Sa, không phải là phù hợp để con người sinh sống, nên theo quy định của Công ước không thể có vùng đặc quyền kinh tế và thềm lục địa.

### Lập trường Trung Quốc
Trung Quốc từ chối tham dự vào vụ kiện, cho rằng nhiều thỏa thuận với Philippines đặt điều kiện cho những đàm phán song phương có thể được thỏa thuận để giải quyết những tranh cãi về biên giới. Họ cũng buộc tội Philippines về việc vi phạm Tuyên bố về ứng xử các bên ở Biển Đông tình nguyện, mà đã được thỏa thuận 2002 giữa ASEAN và Trung Quốc, mà cũng đặt điều kiện cho những đàm phán song phương như là các biện pháp để giải quyểt tranh chấp lãnh thổ và các tranh chấp khác. Trung Quốc công bố một văn kiện vào tháng 12 năm 2014 cho là việc tranh cãi không liên quan gì đến việc phân xử vì đây hoàn toàn là vấn đề chủ quyền, chứ không phải là quyền để khai thác. Việc Trung Quốc từ chối tham dự không làm cho tòa án kết thúc vụ kiện.

## Các nước khác có yêu sách ở Biển Đông

### Lập trườngViệt Nam
Vào ngày 11 tháng 12 năm 2014, Việt Nam tham gia vào vụ kiện nộp lên 3 tuyên bố: Việt Nam ủng hộ vụ kiện của Philippines; họ không chấp nhận "đường chín đoạn" mà Trung Quốc đưa ra và họ đề nghị toà án ghi nhận về những tuyên bố chủ quyền của Việt Nam về một số đảo như Quần đảo Hoàng Sa.
Để bảo vệ quyền lợi của mình, Việt Nam đã cử đoàn với tư cách quan sát viên đến dự phiên tranh tụng đang diễn ra của vụ kiện liên quan đến Biển Đông giữa Philippines và Trung Quốc, lập trường nhất quán của Việt Nam là luôn theo đuổi và ủng hộ việc giải quyết các tranh chấp ở Biển Đông bằng biện pháp hòa bình, phù hợp với luật pháp quốc tế, trong đó có Công ước Liên hợp quốc về Luật Biển 1982 (UNCLOS 1982)

## Nội dung mà Tòa chấp nhận thụ lý
Tòa Trọng tài Thường trực (PCA) khẳng định tòa án này có quyền tài phán với 07 trong số 15 nội dung Philippines khởi kiện, gồm :
- Bãi cạn Scarborough không được hưởng quyền có vùng đặc quyền kinh tế hay thềm lục địa.
- Đá Vành Khăn (Mischief Reef), bãi Cỏ Mây (Second Thomas) và đá Xu Bi (Subi Reef) là những cấu trúc địa lý thấp hơn mực thủy triều cao và chỉ cục bộ nhô lên trên mực triều thấp, nên gọi là các thực thể địa lý triều thấp hay những bãi đá thủy triều[15], không được hưởng quyền có vùng biển chủ quyền (tức là lãnh hải), vùng đặc quyền kinh tế (EEZ) hay thềm lục địa. Đồng thời chúng là những thực thể địa lý không đủ điều kiện để các quốc gia chiếm dụng bằng cách cư ngụ hoặc các hình thức chiếm dụng khác.
- Đá Ga Ven (Gaven Reef) và cụm đá Ken Nan-đá Tư Nghĩa (McKennan Reef) là những cấu trúc địa lý (dạng bãi đá ngầm) thấp hơn mực thủy triều (bãi đá thủy triều), không được hưởng quyền có vùng biển chủ quyền (tức là lãnh hải), vùng đặc quyền kinh tế hay thềm lục địa. Nhưng mực triều thấp của các kết cấu này có thể được sử dụng để xác định đường cơ sở, mà căn cứ vào đó để xác định chiều rộng của vùng biển chủ quyền (lãnh hải) của đảo Nam Yết (Namyit) và đảo Sinh Tồn (Sin Cowe) (Ga Ven cho Nam Yết, và Ken Nan-Tư Nghĩa cho Sinh Tồn).
- Đá Gạc Ma (Johnson Reef), đá Châu Viên (Cuarteron Reef) và đá Chữ Thập (Fiery Cross Reef) không được hưởng quyền có vùng đặc quyền kinh tế hay thềm lục địa.
- Trung Quốc đã cản trở trái phép ngư dân Philippines mưu sinh bằng cách cản trở hoạt động đánh bắt cá truyền thống tại bãi cạn Scarborough.
- Trung Quốc đã vi phạm các nghĩa vụ của mình theo Công ước Liên Hợp Quốc về Luật biển đối với việc bảo vệ và bảo tồn môi trường biển tại bãi cạn Scarborough và bãi Cỏ Mây.
- Trung Quốc đã vi phạm các nghĩa vụ của mình theo Công ước khi triển khai các tàu của lực lượng thực thi pháp luật (như Ngư chính, Hải giám Trung Quốc) gây nguy hiểm, rủi ro, va chạm với các tàu của Philippines hành hải gần khu vực bãi cạn Scarborough (vi phạm quyền hành hải của Philippines).

Tóm lại, vụ kiện này là về vai trò lịch sử và nguồn xác định quyền hưởng các vùng biển tại Biển Đông, quy chế của một số cấu trúc cụ thể và các vùng biển của các cấu trúc này, và tính hợp pháp của các hành vi của Trung Quốc mà Philippines cho là vi phạm Công ước.

### Không thuộc thẩm quyền của Tòa
Tòa Trọng tài đã nhấn mạnh không xét xử và kết luận về bất cứ vấn đề nào liên quan đến chủ quyền đối với các vùng lãnh thổ đất liền và không tiến hành phân định bất kỳ một ranh giới trên biển nào giữa các bên của vụ kiện.

### Ảnh hưởng của việc xây đảo nhân tạo của Trung Quốc tới vụ kiện
Từ năm 2014, Trung Quốc đã nạo vét cát từ đáy biển và cải tạo hơn 1.200 hecta diện tích của các đá (Gạc Ma, Chữ Thập, Châu Viên, Vành Khăn, Xu Bi, Ga Ven, Tư Nghĩa), xây dựng thành 07 đảo nhân tạo nổi trên mực triều cao đã làm thay đổi hoàn toàn đặc điểm của các bãi đá ngầm này so với những cấu trúc vốn có của các thực thể địa lý này thời còn là những bãi đá thủy triều

## Phán quyết của Tòa Trọng tài
Những điểm chính trong phán quyết từ tòa trọng tài:

### Quyền lịch sử và Đường 9 đoạn
- Không có cơ sở pháp lý nào cho việc Trung Quốc yêu sách chủ quyền lịch sử đối với các tài nguyên trong các vùng biển nằm trong "đường chín đoạn". Toà nhận thấy, không có bất kỳ bằng chứng nào cho thấy về mặt lịch sử Trung Quốc đã chỉ một mình thực hiện việc kiểm soát vùng nước này cũng như tài nguyên tại đây.[16]

### Quy chế của các cấu trúc và quyền hưởng các vùng biển
- Không có thực thể nào ở quần đảo Trường Sa có thể mang lại vùng đặc quyền kinh tế (EEZ) cho Trung Quốc.[17] Trên cơ sở kết luận này, Toà tuyên bố, một số vùng biển nằm trong vùng đặc quyền kinh tế của Philippines không bị chồng lấn với bất cứ quyền hưởng vùng biển nào mà Trung Quốc có thể có.[16]

### Tính hợp pháp của các hoạt động của Trung Quốc
Do nhận định trên, Toà cho rằng Trung Quốc đã vi phạm quyền chủ quyền của Philippines trong vùng đặc quyền kinh tế của nước này bằng việc:
- can thiệp vào hoạt động đánh cá và thăm dò dầu khí của Philippines,
- xây dựng đảo nhân tạo và
- không ngăn chặn ngư dân Trung Quốc đánh bắt ở khu vực này.[16]

### Gây hại cho môi trường biển
Toà nhận định, qua các hoạt động bồi đắp và xây dựng nhân tạo trên 7 cấu trúc của Quần đảo Trường Sa, Trung Quốc đã gây hại nghiêm trọng với môi trường biển và vi phạm nghĩa vụ bảo tồn và bảo vệ các hệ sinh thái.

## Phản ứng sau phán quyết

### Trung Quốc
- Tân Hoa xã trích dẫn lời của Chủ tịch Tập Cận Bình nói rằng các quần đảo này đã là lãnh thổ của Trung Quốc từ thời cổ đại và Bắc Kinh sẽ không chấp nhận bất kỳ hành động nào dựa trên phán quyết này.[18]
- Ngoại trưởng Trung Quốc Vương Nghị gọi vụ kiện của Philippines là một "trò hề chính trị đội lốt pháp luật" và biện minh rằng: "Trung Quốc không chấp nhận, không tham gia trọng tài là nhằm bảo vệ nền pháp quyền quốc tế và quy tắc khu vực theo pháp luật".[19]
- Đại sứ Trung Quốc tại Hà Lan Wu Ken lại nói rằng "hôm nay (12-7) là một ngày thứ ba đen tối cho The Hague" và rằng phán quyết "là một sự sỉ nhục của luật pháp quốc tế".[18]
- Đại sứ Trung Quốc tại Mỹ Cui Tiankai cho biết phán quyết của tòa PCA phủ nhận tuyên bố chủ quyền của Trung Quốc trên Biển Đông sẽ "tăng cường xung đột, thậm chí là đối đầu".[18]
- Tờ Thời báo Hoàn cầu của Trung Quốc cho biết, càng ngày càng có nhiều nhà cung cấp, bán đồ ăn nhẹ trên trang mua sắm taobao.com, tẩy chay việc bán các món ăn nhẹ nhập khẩu từ Philippines sau khi Tòa trọng tài quốc tế phán quyết bất lợi cho Trung Quốc ở Biển Đông.[20]

### Philippines
Ngoại trưởng Philippines Perfecto Yasay tuyên bố: "Phillipines khẳng định mạnh mẽ rằng, chúng tôi tôn trọng quyết định cột mốc này và xem phán quyết của Tòa trọng tài đóng góp vào những nỗ lực giải quyết tranh chấp ở Biển Đông." 

### ASEAN
Chủ tịch luân phiên ASEAN 2016, CHDCND Lào tối 13-7 thông báo, dự thảo tuyên bố chung của khối về phán quyết của PCA trong vụ kiện Biển Đông giữa Philippines và Trung Quốc đã không được thông qua do không đạt được đồng thuận.

### Việt Nam
Ngày 12/7, Phát ngôn viên Bộ Ngoại giao Việt Nam Lê Hải Bình tuyên bố: "Việt Nam hoan nghênh việc Tòa Trọng tài đã đưa ra phán quyết cuối cùng ngày 12-7. Việt Nam sẽ có tuyên bố về nội dung phán quyết. Việt Nam một lần nữa khẳng định lập trường nhất quán của mình về vụ kiện này như đã được thể hiện đầy đủ trong Tuyên bố ngày 5-12-2014 của Bộ Ngoại giao gửi Tòa Trọng tài. Trên tinh thần đó, Việt Nam ủng hộ mạnh mẽ việc giải quyết các tranh chấp ở Biển Đông bằng các biện pháp hòa bình, bao gồm các tiến trình ngoại giao và pháp lý, không sử dụng hoặc đe dọa sử dụng vũ lực theo quy định của luật pháp quốc tế, trong đó có Công ước của Liên Hợp Quốc về Luật Biển năm 1982, duy trì hòa bình, ổn định trong khu vực, an ninh, an toàn, tự do hàng hải và hàng không ở Biển Đông, tôn trọng nguyên tắc thượng tôn pháp luật trên các vùng biển và đại dương. Nhân dịp này, Việt Nam tiếp tục khẳng định chủ quyền của mình đối với hai quần đảo Hoàng Sa và Trường Sa, chủ quyền đối với nội thủy và lãnh hải, quyền chủ quyền và quyền tài phán đối với vùng đặc quyền kinh tế và thềm lục địa của Việt Nam được xác định phù hợp với Công ước của Liên Hợp Quốc về Luật Biển năm 1982, cũng như tất cả các quyền và lợi ích pháp lý của Việt Nam liên quan đến các cấu trúc địa lý thuộc hai quần đảo Hoàng Sa và Trường Sa".
Theo hãng tin nhà nước Trung Quốc là Tân Hoa Xã, trong cuộc gặp với Thủ tướng Nguyễn Xuân Phúc, ngày 14/7, bên lề Hội nghị thượng đỉnh Á – Âu (ASEM) ở thủ đô của Mông Cổ, ông Lý Khắc Cường, Thủ tướng Trung Quốc, đã kêu gọi Việt Nam 'phối hợp với Trung Quốc cùng bảo vệ hòa bình và ổn định ở Biển Đông'  Tuy nhiên, sau đó, đồng loạt giới truyền thông của Việt Nam đều cho rằng hãng tin Tân Hoa Xã đã bóp méo nội dung tuyên bố của Thủ tướng Nguyễn Xuân Phúc. Theo các cơ quan truyền thông Việt Nam, Thủ tướng Phúc đề nghị Việt Nam và Trung Quốc cùng thực hiện nghiêm túc các thỏa thuận và nhận thức chung của lãnh đạo cấp cao, trong đó có "Thỏa thuận về những nguyên tắc cơ bản chỉ đạo giải quyết vấn đề trên biển Việt -Trung" do hai Tổng Bí thư Nguyễn Phú Trọng và Hồ Cẩm Đào thống nhất hồi tháng 10/2011. Theo thỏa thuận, hai bên sẽ thúc đẩy các cơ chế đàm phán trên biển sớm có tiến triển thực chất, kiểm soát tốt bất đồng trên biển, không làm phức tạp tình hình, thực hiện hiệu quả, toàn diện Tuyên bố về ứng xử của các bên ở Biển Đông (DOC) và sớm đạt được Bộ quy tắc ứng xử ở Biển Đông (COC), góp phần duy trì hòa bình, ổn định ở khu vực. Thủ tướng Nguyễn Xuân Phúc cũng khẳng định lại lập trường của Việt Nam về vụ kiện trọng tài Biển Đông như tuyên bố ngày 12/7 của Bộ Ngoại giao Việt Nam.

### Campuchia
Phản ứng của Campuchia sau khi Tòa ra phán quyết không khác gì trước đó, vẫn là không ra tuyên bố ủng hộ, nhưng cũng không có tuyên bố chính thức phản đối.

### Australia
Chính phủ Australia kêu gọi Philippines và Trung Quốc phải tuân theo phán quyết của Tòa trọng tài, vì đó là "phán quyết cuối cùng và ràng buộc đối với cả hai bên".
Phát ngôn viên Bộ Ngoại giao Trung Quốc Lục Khảng ngày hôm sau cho biết Trung Quốc đã chính thức phản đối những phát ngôn của Australia, gọi chúng là "sai trái" và hy vọng Canberra "không gây tổn hại đến hòa bình và ổn định khu vực".

### Mỹ
Phó trợ lý Ngoại trưởng Mỹ phụ trách Đông Á và Thái Bình Dương Colin Willett, trong cuộc họp báo qua điện thoại tại trụ sở của Bộ Ngoại giao Mỹ ở thủ đô Washington về chủ đề tranh chấp lãnh thổ và hàng hải ở Biển Đông với phóng viên các nước, tuyên bố: "Chúng tôi kêu gọi tất cả các bên kiềm chế không thực hiện những hành vi khiêu khích, hành động cưỡng ép, cố gắng sử dụng vũ lực. Chúng tôi muốn tất cả các bên tôn trọng pháp quyền, luật pháp quốc tế, đặc biệt là UNCLOS 1982". Tuy nhiên Hoa Kỳ là một trong những nước chưa ký Công ước này. (Đầu tháng 6 năm 2016 Tổng thống Barack Obama đã than phiền về vấn đề này, vì muốn Công ước này được thông qua thì phải có sự đồng ý của 2/3 thượng nghị sĩ, nhưng cho tới bây giờ vẫn có một số thuộc Đảng Cộng hòa không đồng ý, vì cho là không có lợi gì cho Mỹ cả).

### Liên minh châu Âu
Chủ tịch Liên minh châu Âu Donald Tusk hôm 12/7 tại Hội nghị thượng đỉnh Á – Âu (ASEM) ở thủ đô của Mông Cổ, đã kêu gọi Trung Quốc tôn trọng "trật tự quốc tế dựa trên luật lệ".

### Nga
Ngày 5 tháng 9 năm 2016, trong cuộc họp báo diễn ra ở thành phố Hàng Châu, tỉnh Chiết Giang, Trung Quốc sau khi hội nghị G20 kết thúc, tổng thống Nga Vladimir Putin nói rằng Nga ủng hộ lập trường của Trung Quốc trong việc các bên thứ ba không nên tham gia vào việc giải quyết tranh chấp. Đối với phán quyết của Tòa án trọng tài thường trực, Nga không công nhận phán quyết này về mặt pháp lý. Ông Putin khẳng định rằng ông Tập Cận Bình, tổng bí thư Đảng Cộng sản, chủ tịch nước Trung Quốc đương nhiệm, chưa bao giờ đề nghị ông bình luận hay can thiệp gì vào vấn đề Biển Đông. Theo ông Putin vì Trung Quốc không tham dự quá trình tố tụng nên phán quyết của Toà án trọng tài thường trực là không công bằng. Ông Putin nói Nga phản đối các cường quốc bên ngoài can thiệp vào việc tranh chấp chủ quyền ở Biển Đông.
Ông Vasily Kashin, chuyên gia về Trung Quốc tại Đại học Nghiên cứu Quốc gia Nga ở Mátxcơva (Nga), cho rằng ông Putin ủng hộ lập trường của Trung Quốc về phán quyết của Toà án trọng tài thường trực là vì nó có lợi cho Nga, nước đang có nguy cơ vướng vào một vụ kiện có tính chất tương tự. Hồi tháng 8 năm 2016, Ngoại trưởng Ukraina Pavlo Klimkin cho hay Ukraina đang cân nhắc kiện Nga lên Tòa án trọng tài thường trực để nhờ toà án phân xử về vùng đặc quyền kinh tế trên biển xung quanh bán đảo Crưm.

## Tác động tới Việt Nam
Theo Tiến sĩ Quan hệ Quốc tế Lê Hồng Hiệp tại Viện Nghiên cứu Đông Nam Á (ISEAS – Yusof Ishak Institute), Singapore, Phán quyết của PCA vừa đem tới cho Việt Nam những thuận lợi những cũng không ít điểm bất lợi.

### Thuận lợi
Tuyên bố dự kiến sẽ giúp làm sáng tỏ cách hiểu của Việt Nam đối với phán quyết, đồng thời cung cấp các manh mối về việc Việt Nam có thể sẽ xử lý tranh chấp như thế nào trong tương lai. Những phán quyết này đã thu hẹp đáng kể phạm vi tranh chấp biển giữa Trung Quốc và Việt Nam. Từ giờ trở đi, sẽ không còn vùng chồng lấn giữa đường chín đoạn của Trung Quốc với EEZ của Việt Nam, cũng như giữa EEZ giả định của một số thực thể nhất định trong Quần đảo Trường Sa và EEZ của Việt Nam tính từ đất liền.
Phán quyết của Tòa cũng đặt ra một tiền lệ pháp lý quan trọng giúp Việt Nam xử lý tranh chấp với Trung Quốc đối với vùng biển xung quanh Quần đảo Hoàng Sa. Do các thực thể thuộc Quần đảo Hoàng Sa cũng tương tự như các thực thể ở Trường Sa về quy mô và tính chất, chúng nhiều khả năng cũng không có EEZ. Ngoài ra, phán quyết của Tòa cho rằng Quần đảo Trường Sa không thể được hưởng các vùng biển với tư cách là một thực thể thống nhất cũng có thể áp dụng được đối với Quần đảo Hoàng Sa. Như vậy, đường cơ sở thẳng mà Trung Quốc thiết lập xung quanh quần đảo này hồi năm 1996 sẽ không còn giá trị nữa.
Trong các sự cố trên biển giữa hai nước trước đây, trong đó có việc Trung Quốc mời thầu 9 lô dầu khí thuộc EEZ của Việt Nam hồi năm 2012 và triển khai giàn khoan Hải Dương 981 trong EEZ của Việt Nam hồi năm 2014, Trung Quốc đã biện minh bằng cách viện dẫn tới các quyền của mình trong phạm vi đường chín đoạn hay vùng EEZ giả định của hai quần đảo. Với hai phán quyết trên, Việt Nam hiện có một cơ sở pháp lý vững chắc để ngăn chặn sự xâm phạm của Trung Quốc vào EEZ của mình trong tương lai.

### Tác động tiêu cực
Do Tòa tuyên bố rằng không thực thể nào thuộc Quần đảo Trường Sa được hưởng EEZ, quyền tiếp cận của ngư dân Việt Nam đối với ngư trường quan trọng này có thể bị giảm xuống đáng kể. Cụ thể, họ sẽ mất quyền đánh cá trong các vùng nước bên trong EEZ của Philippines và ngoài vùng lãnh hải của các thực thể đủ tiêu chuẩn thuộc Quần đảo Trường Sa. Việt Nam cũng có thể sẽ phải từ bỏ tuyên bố chủ quyền của mình đối với Bãi Đá Vành Khăn và Bãi Cỏ Mây vốn được Tòa tuyên bố là các thực thể lúc chìm lúc nổi (LTEs) và thuộc về thềm lục địa của Philippines.
Việt Nam cũng có thể sẽ phải từ bỏ tuyên bố chủ quyền đối với các đá Tốc Tan và Núi Le, những thực thể đang thuộc quyền kiểm soát của Việt Nam. Những thực thể này, được các chuyên gia xác định là các bãi lúc chìm lúc nổi, nằm trong vùng EEZ của Philippines và bên ngoài lãnh hải của các thực thể xung quanh. Theo UNCLOS, các thực thể này không phải là đối tượng của các tuyên bố chủ quyền, và Philippines có quyền chủ quyền đối với chúng. Mặc dù phán quyết của Tòa không trực tiếp đề cập tới các thực thể này, Việt Nam có thể bị Philippines yêu cầu từ bỏ chúng.

### Khuyến nghị chính sách
Phán quyết của Tòa vừa tăng cường sức mạnh đàm phán của Việt Nam đối với Trung Quốc, vừa làm suy yếu vị thế thương lượng của Việt Nam trước Philippines. Tuy nhiên, Việt Nam có thể vẫn sẽ ủng hộ phán quyết vì các lợi ích mà phán quyết mang lại nhìn chung vượt xa các thiệt hại có thể có. Hơn nữa, Việt Nam vẫn có thể đàm phán với Philippines về quyền đánh cá của mình cũng như việc chiếm đóng các thực thể lúc chìm lúc nổi nêu trên. Dẫu sao, do Việt Nam và Philippines là các "đồng minh trên thực tế" trong vấn đề tranh chấp Biển Đông nên phán quyết nhiều khả năng sẽ không gây tác động tiêu cực tới quan hệ song phương, ít nhất là trong ngắn hạn.
Còn về quan hệ Việt -Trung, các tiền lệ được thiết lập bởi phán quyết của Tòa sẽ giúp chúng ta nhiều khả năng giành phần thắng nếu tiến hành một vụ kiện tương tự về Quần đảo Hoàng Sa. Tuy nhiên, Việt Nam không nên khởi động tiến trình này ngay vì làm như vậy sẽ gây ra sự thù địch dữ dội từ phía Trung Quốc và gây bất ổn quan hệ song phương, điều Việt Nam chưa sẵn sàng đối phó. Thay vào đó, chúng ta nên để mở lựa chọn pháp lý này và sử dụng nó như là một đòn bẩy mặc cả trong việc xử lý quan hệ với Trung Quốc.
Tóm lại, Việt Nam sẽ đo lường phản ứng của mình một cách cẩn thận để tối đa hóa lợi ích thu được từ phán quyết của Tòa. Đồng thời, việc Việt Nam ủng hộ Philippines ngay từ giai đoạn đầu của quá trình trọng tài ngụ ý rằng Việt Nam đã sẵn sàng chấp nhận những tác động tiêu cực có thể có của phán quyết đối với lợi ích của mình. Mặc dù vậy, chính sách Biển Đông và hành động trên thực địa của Việt Nam trong thời gian tới sẽ phụ thuộc chủ yếu vào mức độ tuân thủ của Trung Quốc đối với phán quyết, cũng như tình trạng quan hệ của Việt Nam với Trung Quốc và Philippines trong tương lai.
Trước mắt, Việt Nam chưa cần phải vội vàng hành động.

## Chỉ dẫn
1. ↑  Dân Trí đã sai khi gọi đây là Tòa Liên Hợp Quốc